# Robert Nieman
Robert Lee Nieman (Chicago, 21 ottobre 1947) è un ex pentatleta e schermidore statunitense.

## Biografia
Ha partecipato, nella specialità del pentathlon moderno, ai Giochi della XXI Olimpiade di Montréal nel 1976 ed ai Giochi della XXIV Olimpiade di Seul nel 1988.

## Palmarès
In carriera ha conseguito i seguenti risultati:
- Mondiali:

Budapest 1979: oro nel pentathlon moderno individuale ed a squadre.
- Giochi panamericani:

Caracas 1983: argento nella spada a squadre.